# Mark Felt: The Man Who Brought Down the White House

Mark Felt: The Man Who Brought Down the White House er en amerikansk biografisk spion thrillerfilm fra 2017, der er instrueret og skrevet af Peter Landesman. Den er baseret på selvbiografien skrevet af FBI-agent Mark Felt, skrevetmed John O'Connor fra 2006. Filmen fortæller historien om, hvordan Felt blev en anonym kilde ("Deep Throat") for journalisterne Bob Woodward og Carl Bernstein, og hvordan han hjalp dem med udnersøgelserne, som ledte til Watergateskandalen. Filmen har Liam Neeson, Diane Lane, Tony Goldwyn og Maika Monroe på rollelisten. Den havde premiere på Toronto International Film Festival den 8. september, og havde premiere i biograferne den 29. september 2017, hvor den blev distribueret via Sony Pictures Classics.

## Medvirkende
- Liam Neeson som Mark Felt, Audreys mand og Joans far, en FBI-agent som bliver kendt som "Deep Throat", der er en anonym whistleblower som afslører Watergateskandal.
- Diane Lane som Audrey Felt, Marks hustru og Joans mor, der er den urolige kone, som deles Marks farlige dilemma om Det Hvide Hus rolle i Watergateskandalen
- Tony Goldwyn som Ed Miller, Pats mand og FBI chef's husband, an FBI Intel chief
- Maika Monroe som Joan Felt, Mark og Audreys datter
- Kate Walsh som Pat Miller, Eds kone
- Josh Lucas som Charlie Bates, en FBI-agent, der mistænker Felt for at lække klassificeret information til Watergate-undersøgelsen.
- Michael C. Hall som John Dean, arkitekten bag Watergate-setuppet, der desperat forsøger at stoppe Washington Post lækage
- Marton Csokas som Pat Gray, en af Felts rivaler i FBI
- Tom Sizemore som Bill Sullivan, en af Felts rivaler i FBI
- Julian Morris som Bob Woodward, journalist på Washington Post, der samen med Carl Bernstein afslører Watergateskandalen.
- Wendi McLendon-Covey som Carol Tschudy, Felts sekretær
- Ike Barinholtz som Angelo Lano, chef for efterforskningen
- Bruce Greenwood som Sandy Smith, journalist på Time magazine
- Brian d'Arcy James som Robert Kunkel, agent hos FBI
- Noah Wyle som Stan Pottinger, som anklager Felt og andre FBI-medarbejdere
- Eddie Marsan som Agent
- Richard Molina som US Marshall

## Modtagelse
På anmeldersiden Rotten Tomatoes har filmen en rating på 35 %, baseret på 105 anmeldelser, hvilket givet et vægtet gennemsnit på 5.4/10. På Metacritic har filmen et vægtet gennemsnit på 49 ud af 100, baseret på 28 anmeldelser, hvilket indikerer at den fik "blandede anmeldelser".

## Eksterne Henvisninger
- Mark Felt: The Man Who Brought Down the White House på Internet Movie Database (engelsk)
- Mark Felt: The Man Who Brought Down the White House på Filmdatabasen
- Mark Felt: The Man Who Brought Down the White House på AlloCiné (fransk)
- Mark Felt: The Man Who Brought Down the White House på MovieMeter (nederlandsk)
- Mark Felt: The Man Who Brought Down the White House på AllMovie (engelsk)
- Mark Felt: The Man Who Brought Down the White House på Turner Classic Movies (engelsk)
- Mark Felt: The Man Who Brought Down the White House på The Movie Database (engelsk)
- Mark Felt: The Man Who Brought Down the White House på Rotten Tomatoes (engelsk)
- Mark Felt: The Man Who Brought Down the White House på Metacritic (engelsk)
- Mark Felt: The Man Who Brought Down the White House på Box Office Mojo (engelsk)